# Football Club des écureuils de Mérignac-Arlac
Maillots
Dernière mise à jour : 3 juillet 2025.
Le Football Club des Écureuils de Mérignac-Arlac est un club de football français fondé en 1976 et basé à Mérignac dans la banlieue ouest de Bordeaux. C'est le plus grand club de la région Nouvelle-Aquitaine en nombre de licenciés (plus de 930 en 2021). Après avoir évolué quelques saisons en Championnat de France de football de National 3, l'équipe fanion évolue aujourd'hui en Régional 1 de la Ligue de football Nouvelle-Aquitaine, comme l'autre club de la ville, le Sport athlétique mérignacais, et joue ses rencontres à domicile au stade Joseph-Antoine Cruchon de Mérignac. 
L'ancien joueur professionnel du Lille OSC et du Football Club des Girondins de Bordeaux, Rio Mavuba y a terminé sa carrière de footballeur lors de la saison 2018-2019. Lors de la saison 2019-2020, il y effectue sa reconversion en étant entraîneur adjoint d'Antoine Vergès. Les deux hommes se sont connus au centre de formation du Football Club des Girondins de Bordeaux.
L'équipe féminine du club évolue actuellement, elle aussi, en Régional 1. Les Arlacaises atteignent pour la première fois de leur histoire la Division 1 en 1980, mais n'y reste qu'un petite saison avant de disparaître des championnats nationaux pendant une vingtaine d'années. Dans les années 2000, le club joue en seconde division, en 2002, 2011, depuis 2015 pour enfin évoluer de nouveau au plus niveau régional de la Ligue de football de Nouvelle-Aquitaine à présent.
À l'issue de la saison 2019-2020, bien qu'arrêtée prématurément à la suite de la crise sanitaire liée au Covid-19, l'équipe première féminine obtient sa montée en seconde division. Dans le même temps, la réserve féminine monte en Régional 2 féminine. 

## Histoire
Arlac, lieu-dit dans Mérignac à quelques kilomètres de Bordeaux, était surnommé autrefois « les Landes d'Arlac » par référence à ses forêts de pins et ses nombreux écureuils.
Petit à petit, vinrent s'installer quelques familles au milieu de ces pins, ainsi qu'une usine en 1929 qui jouera une part importante dans l'histoire du club, La Verrerie Carmaux.
En 1948, des religieux, désireux de s'occuper des jeunes, décident de créer un patronage de football et le surnomment Les Écureuils d'Arlac. Mais le club est mis en sommeil et ce n'est qu'en 1970, à l'initiative de MM. Trijoulet et Forans, que le patronage est repris en main par M. Lejeune, artisan plombier-zingueur, qui est nommé Président.
Les Écureuils d'Arlac commencent alors leur première saison officielle en 1970-1971, où 4 équipes du club sont engagées en Championnat de District ou en UDG.
Malgré la perplexité de certains dirigeants des clubs voisins, qui leur promettent un avenir difficile, MM. Trijoulet et Forsans, aidés par leur président M. Lejeune, persistent dans leur idée et s'attachent à créer un club compétitif. Ils pensent que l'avenir leur donnera raison, mais un projet de fusion avec un autre club est alors évoqué.
Ce club, c'est le Football Club Arlacais, dont la création remonte à 1954, le 25 janvier exactement, à l'initiative d'un groupe de fervents supporteurs des Girondins de Bordeaux habitant le quartier. C'est lors de discussions dans le salon de coiffure tenu par M. Barragan que germa, puis fut actée la décision de constituer un club, « leur club », par ces supporteurs, avec l'aide de M. Fonteyraud pour les formalités administratives.
De 1954 à 1959, le F.C. Arlacais gravit les échelons de la Ligue du Sud-Ouest. Mais en 1964, le FCA va traverser une grave grise : cette dernière correspond à la décentralisation de la « Verrerie Carmaux » qui constituait en fait à l'époque le bureau de recrutement du club. Cependant, les trois chevilles ouvrières du club — MM. Fonteyraud père et fils, ainsi que M. Guillem — décident de ne pas baisser les bras et, au contraire, de former une équipe première pour sauver le club de la relégation.
Malgré le volontarisme des dirigeants et de leurs joueurs à l'unisson, le manque de moyen va finalement pousser le club, après décision prise dans la douleur à l'unanimité, à se mettre en sommeil à la fin de l'année 1972, censément pour quelques mois afin de réunir de nouveaux moyens pour relancer l'activité. C'est alors que germe, dans l'esprit des dirigeants du club voisin des Écureuils, l'idée finalement logique de réunir les deux clubs du quartier d'Arlac pour créer un club compétitif, le Football Club des Écureuils d'Arlac.
MM. Rodrigues et Lejeune, sachant en effet que le F.C.A. était en sommeil faute de moyens, discutèrent de l'opportunité de solliciter une rencontre avec M. Fonteyraud afin de lui proposer la mutualisation des moyens des deux clubs, à travers un projet de fusion, pour aborder la saison 1972-1973. Ainsi fut fait, et ce malgré parfois l'incrédulité au sein même des deux clubs : « Que va apporter concrètement cette fusion ? » se demandent en effet certains joueurs et dirigeants.
Malgré quelques problèmes, des bases solides se mettent rapidement en place grâce à l'énergie déployée et, au vu de l'embellie suscitée et de la réussite engendrée par cette union, les deux clubs officialisent avec enthousiasme leur fusion le 3 novembre 1976. M. Rodrigues est alors nommé premier président du FCEA. Depuis cette date, différents présidents se sont succédé aux destinées du club, MM. Duboy (1977-1985), Piquero (1985-1996), Julliard (1996-mars 2001), Declercq (mars 2001-juin 2001) et Darroman depuis juin 2001.
En 2017, le FCEMA obtient une montée historique en National 3, après avoir été champions de DH. Depuis, le club s'est maintenu à cet échelon.

## Identité du club

### Logos

Logo avant 2019.
Logo depuis 2019.

## Palmarès
- National 3
  - Accession à partir de 2017

- Championnat de Division d'Honneur (3)
  - Champion : 2017

## Anciens joueurs
- Pierre Lees-Melou
- Rio Mavuba